# Mięsień pionowy języka

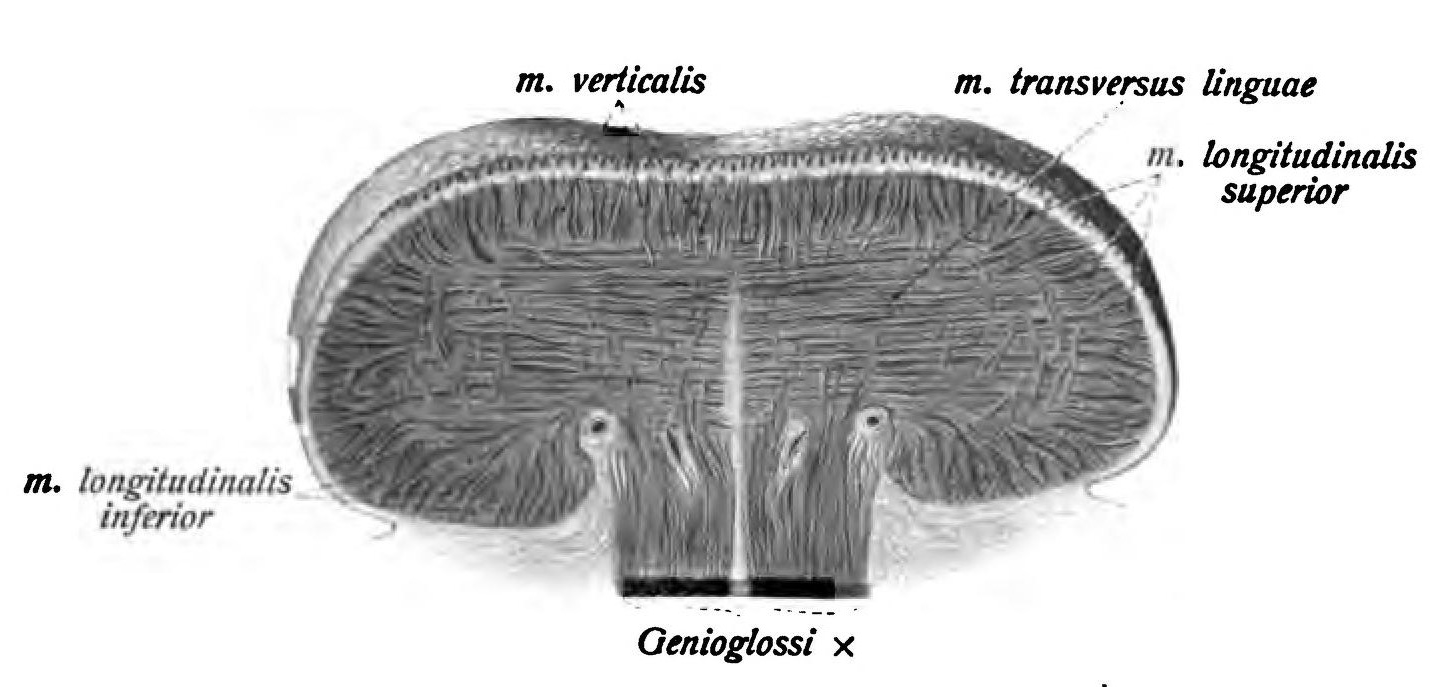
Przekrój poprzeczny przez język. Mięsień pionowy języka podpisany m. verticalis.

Mięsień pionowy języka (łac. musculus verticalis linguae) – w anatomii człowieka jeden z mięśni wewnętrznych języka. Jego włókna biegną pionowo, krzyżując się z włóknami mięśnia poprzecznego języka, mięśnia podłużnego górnego i mięśnia podłużnego dolnego. Kończy się w tkance łącznej dolnej i górnej części języka. Mięsień ten spłaszcza język, poszerza go i wydłuża, wywołuje głęboką, podłużną rynienkę. Otrzymuje włókna ruchowe od nerwu podjęzykowego.